# Farkas István (orvos)
Farkas István (18. század) orvos, református tanár.

## Élete
Győri származású volt és Debrecenben tanult, ahol 1747. március 20-án a felsőbb osztályba lépett; Debrecenben 1757. december 11-én főiskolai contrascriba és 1758. március 22-étől szeptember 14-éig senior volt; 1759. november 2-ától Baselben tanult és 1762-ben Utrechtben orvosdoktor lett. 1763-ban Kecskeméten és 1770-ben Losoncon volt tanár.

## Munkái
Dissertatio inaug. de statu resuscitatione semimortuorum. Trajecti ad Rh., 1762.